# Óleo BPF
O óleo BPF é um óleo combustível derivado de petróleo, de baixo ponto de fluidez, também chamado óleo combustível pesado ou óleo combustível residual, é a parte remanescente da destilação das frações do petróleo, designadas de modo geral como frações pesadas, obtidas em vários processos de refino. A composição bastante complexa dos óleos combustíveis depende não só do petróleo que os originou, como também do tipo de processo e misturas que sofreram nas refinarias, de modo que pode-se atender as várias exigências do mercado consumidor numa ampla faixa de viscosidade.

## Utilização
Largamente utilizados na indústria moderna para aquecimento de fornos e caldeiras, ou em motores de combustão interna para geração de calor, os óleos combustíveis subdividem-se em diversos tipos, de acordo com sua origem e características. 
É o principal tipo de hidrocarboneto usado pela indústria naval como combustível.
A escolha do óleo combustível como fonte energética em equipamentos industriais prevê o máximo de eficiência possível na queima dos mesmos. Deve-se levar em conta as recomendações do fabricante do equipamento, e aspectos de segurança relativos ao armazenagem, transporte e manuseio do produto, para que sejam evitados maiores problemas.

## Riscos à Saúde
A queima de óleo BPF para aquecimento de caldeiras pode acometer o sistema respiratório.
A Organização Marítima Internacional das Nações Unidas (OMI) — o órgão regulador da indústria mundial de navegação comercial — aumentou a restrição ao teor de enxofre que pode estar presente nos combustíveis para navios (em sua maioria BPF). Até 2019 era permitido 3,5% de enxofre no combustível de navio, mas uma nova regra para o transporte marítimo no mundo, conhecida como OMI 2020, entrou em vigor no primeiro dia de 2020 reduzindo o máximo para 0,5%. Tal regra reduzirá substancialmente a emissão de óxidos de enxofre (SOx), gerando benefícios para a saúde global e o meio ambiente, principalmente para populações que vivem perto de portos e costas.